# Palaeomolis nebulosa
Palaeomolis nebulosa là một loài bướm đêm thuộc phân họ Arctiinae, họ Erebidae.